# William Enyart
William L. Enyart, Jr. (Pensacola, 22 settembre 1949) è un politico e generale statunitense, membro della Camera dei Rappresentanti per lo stato dell'Illinois dal 2013 al 2015.

## Biografia
Nato a Pensacola, in Florida, Enyart prestò servizio nello United States Air Force prima di laurearsi in legge ed entrare nella Guardia Nazionale nel 1982.
Dopo aver raggiunto il grado di maggiore generale, Enyart venne nominato adjutant general of Illinois, ovvero il militare con più anzianità che ha il compito di sovrintendere alla Guardia Nazionale dello stato.
Nel 2012 Enyart lasciò la vita militare dopo quarantatré anni per candidarsi alla Camera dei Rappresentanti con il Partito Democratico. Enyart riuscì ad essere eletto con una netta maggioranza e divenne così deputato. Due anni dopo si ricandidò per un secondo mandato, ma venne sconfitto dal repubblicano Mike Bost e dovette lasciare la Camera.